# Shaneova šahovska informacijska podatkovna baza
SCID je štiričrkovni akronim za Shane's Chess Information Database, v prevodu Shaneova šahovska informacijska podatkovna baza. SCID spada med prosto programje. Na voljo je za operacijska sistema Linux in Windows; trenutno (december 2004) je preveden v 13. svetovnih jezikov.
Program SCID je namenjen za: urejevanje baz s šahovskimi igrami, iskanje iger po različnih kriterijih, šahovsko statistiko, prikaz različnih grafov. Z vgrajenim šahovskim motorjem Scidlet in z možnostjo uporabe tudi drugih šahovskih motorjev je primeren za analizo šahovskih otvoritev, iger in končnic. SCID se z novimi verzijami nadgrajuje in izboljšuje.